# Tsubasa World Chronicle – Niraikanai
Voice or Noise (jap. ツバサ WoRLD CHRoNiCLE ニライカナイ編, Tsubasa WoRLD CHRoNiCLE Nirai Kanai Hen) ist eine Manga-Serie der japanischen Zeichnergruppe Clamp, die von 2014 bis 2016 in Japan erschien und die Serie Tsubasa – Reservoir Chronicle fortsetzt. Sie wurde in mehrere Sprachen übersetzt und lässt sich in die Genres Abenteuer, Action und Fantasy einordnen. 

## Inhalt
Die Geschichte setzt die Handlung von Tsubasa – Reservoir Chronicle und greift auch einige Charaktere aus anderen Serien der Zeichnergruppe auf. 
Nachdem die Helden Fei Wang Reed besiegt haben und das Mädchen Sakura ihre Erinnerungen zurück hat, müssen sie sich wieder auf Reisen begeben. Denn dies war die Bedingung für die Beendigung von Fei Wangs Fluch. So gelangen Shaolan, Fye, Kurogane und Mokona in das Land Niraikanai, das ihnen paradiesisch erscheint. Seit alle Bewohner zur Göttin Himegami beten, leben sie in Frieden und Wohlstand; hier wollen die Freunde sich ausruhen. Über Mokona kann Shaolan Kontakt mit Sakura halten. Nach einiger Zeit trifft die Gruppe auf die Göttin Himegami, die schon auf Shaolan gewartet hat. Bald fallen ihm weitere Ungereimtheiten auf, wie eine schwarze Wolke die sonst niemand sieht. Schließlich erfährt er von Himegami, dass Niraikanai von der schwarzen Wolke bedroht ist. Nur wer aus anderen Welten kommt, kann sie sehen. Also macht sich Shaolan mit seinen Freunden auf, Niraikanai zu retten.

## Veröffentlichung
Die Serie erschien von August 2014 bis 2016 im Magazine Special des Verlags Kodansha. Dieser brachte die Kapitel auch in drei Sammelbänden heraus. Die Bände verkauften sich in Japan jeweils über 130.000 mal.
Eine deutsche Übersetzung der Serie erschien zwischen November 2017 und Februar 2018 komplett bei Egmont Manga. Außerdem erscheint der Manga auf Französisch bei Pika Édition, auf Englisch bei Kodansha, auf Italienisch bei Edizioni Star Comics und auf Chinesisch bei Tong Li Publishin. 